# Pimpinella korovinii
Pimpinella korovinii là một loài thực vật có hoa trong họ Hoa tán. Loài này được Kamelin miêu tả khoa học đầu tiên.